# C. Fred Bergsten
 (décembre 2014).
C. Fred Bergsten, né le 23 avril 1941, est un économiste et conseiller politique américain. Il a dirigé le Peterson Institute for International Economics à Washington depuis sa création en 1981 jusqu'en 2012,. Il a travaillé avec Henry Kissinger au Conseil de sécurité nationale. Il est maintenant directeur émérite de l'institut. Il est membre du comité exécutif de la Commission Trilatérale. Titulaire de nombreuses  distinctions et décorations , il a notamment reçu la Légion d'honneur en 1987.